# Następny będziesz ty
Następny będziesz ty – czwarty album w karierze muzycznej Marcina Rozynka i zarazem druga solowa płyta artysty. 
Nagrania dotarły do 20. miejsca listy OLiS.

## Lista utworów
1. „Wszechmoc” – 4:55
2. „Samotny jeździec pozaprzestrzeni” – 3:12
3. „Nie pasuje” – 3:56
4. „Następny będziesz ty” – 4:02
5. „Człowiek-guma” – 3:32
6. „Jak my” – 3:02
7. „Po wieki całe” – 5:42
8. „Milion ziaren” – 5:01
9. „Nibyja” – 4:44
10. „First time” – 4:19
11. „Wszystko na nic” – 5:20
12. „Wiem co” – 3:37
13. „Nick of Time (bonus)” – 3:00